# Tono-Bungay
Tono-Bungay é um romance de H.G.Wells lançado originalmente em 1909.

## Sinopse
Ficção científica romanceada que tem como pano de fundo um remédio utópico, que cura todos os males, também trata dos costumes do início do século XX. Defendendo no livro o governo de maioria proletária em vez de um governo elitista intelectual.